# Ognitita
L'ognitita és un mineral de la classe dels sulfurs. Rep el nom del complex d'Ognit, a Rússia, la seva localitat tipus.

## Característiques
L'ognitita és un tel·lurur de fórmula química NiBiTe. Va ser aprovada com a espècie vàlida per l'Associació Mineralògica Internacional l'any 2019, sent publicada per primera vegada el mateix any. Cristal·litza en el sistema trigonal. Estructuralment es troba relacionada amb la melonita, i químicament amb la tel·lurohauchecornita.
L'exemplar que va servir per a determinar l'espècie, el que es coneix com a material tipus, es troba conservat a les col·leccions mineralògiques del Museu d'Història Natural de la Universitat de Florència, a Itàlia, amb el número de catàleg: 3292/i.

## Formació i jaciments
Va ser descoberta al complex d'Ognit, dins el districte d'Uda–Biryusa (óblast d'Irkutsk, Rússia), on es troba associada a minerals del subgrup de la serpentinita, així com a cromita i clinoclor. Es tracta de l'únic indret de tot el planeta on ha estat descrita aquesta espècie mineral.